# الخشابي (بعدان)

تعديل مصدري - تعديل

الخشابي هي إحدى قرى عزلة المنار بمديرية بعدان التابعة لمحافظة إب، بلغ تعداد سكانها 786 نسمة حسب تعداد اليمن لعام 2004.